# マクシム・ショスタコーヴィチ
マクシム・ドミトリエヴィチ・ショスタコーヴィチ（露: Максим Дмитриевич Шостакович / Maxim Dmitrievich Shostakovich, 1938年5月10日 - ）は、ロシア出身の指揮者・ピアニスト。当初ピアニストとして、次いで指揮者として活動を始め、父親の交響曲第15番の初演（1972）を指揮。その後も無名のものも含めた父の作を多く取り上げている。

## 経歴
1938年、レニングラード生まれ。ピアノをモスクワ音楽院とレニングラード音楽院（ヤコフ・フリエールのクラス）で学ぶ。音楽院において指揮に興味を持つようになり、初めはニコライ・ラビノヴィチとアレクサンドル・ガウクについて学び、後にゲンナジー・ロジェストヴェンスキーの下で学ぶ。
卒業後、ソビエト放送交響楽団の首席指揮者に就任した。1981年にアメリカ合衆国に脱出した。ニューオーリンズ交響楽団や香港フィルハーモニー管弦楽団、サンクトペテルブルク交響楽団などを指揮している。父の作品の録音が多いが、ラフマニノフも得意としている。父のピアノ協奏曲第2番は、マクシムのために作曲され、彼の独奏によって初演された。
録音は、メロディアやコリンズ、スプラフォンなどのレーベルから出ている。特に父の交響曲第15番やバレエ組曲「黄金時代」「ボルト」、映画音楽などの録音（メロディア）は評価が高い。スプラフォンからは、プラハ交響楽団を指揮したショスタコーヴィチ交響曲全集がリリースされている。
また、「2台のピアノのためのコンチェルティーノ」を父と共演した録音も残されている。

## 家族
- 父：ドミートリイ・ショスタコーヴィチ
- 母：ニーナ・ヴァルザル
- 息子ドミートリイ・マクシーモヴィチ・ショスタコーヴィチ－ピアニスト。シャンドス・レーベルから、マクシム指揮、ドミートリイ2世のピアノ独奏によるショスタコーヴィチのピアノ協奏曲集のCDがリリースされている。